# Abraham Fornander
Abraham Fornander, svensk etnograf m.m., född 1812, död 1889, efter emigration bland annat journalist och domare i Hawaii. 
Fornander föddes på Öland den 4 november 1812. Hans föräldrar var Anders och Karin Fornander. Fadern var präst, liksom farfadern (Abraham), som var kontraktsprost i Ölands Medelkontrakt.
Fornander gick i lära hos fadern, med undantag för två år (1822-1823) då han gick på gymnasiet i Kalmar, där han studerade latin, grekiska och hebreiska. 
1828 skrevs han in på Uppsala universitet och började studera teologi. Han bytte sedermera (1830) studieort till Lunds universitet. År 1831 avbröt han samtliga studier och begav sig till Amerika, Japan och Kurilerna. 

## Hawaii
År 1843 bosatte Abraham Fornander sig på Hawaii, där han kom att stanna resten av sitt liv.
1847 svor han en trohetsed till kung Kamehameha III och ingick därefter äktenskap med Pinao Alanakapu, en hövdingadotter av hawaiianskt ursprung.
Fornander anställdes 1858 i Konungadömet Hawaiis regerings tjänst och var bland annat överdomare på Maui, generalinspektör för skolväsendet, ledamot av det dåvarande Hawaiianska rikets högsta domstol etc.
Med omfattande litteraturkännedom förenade Fornander stor självförvärvad kunskap om polynesiska förhållanden, språk och traditioner. Detta sattes på pränt i hans betydande verk An account of the Polynesian race, its origin and migrations...and the ancient history of the hawaiian people to the times of Kamehameha I i tre volymer (se nedan). Volym III har en komparativ ordlista över de polynesiska gentemot de indoeuropeiska språken.